# Rosa sect. Carolinae
Carolinae
Section
Rosa section Carolinae est  l'une des onze sections du sous-genre Eurosa.

## Origine et distribution
Les rosiers de la section Carolinae sont de petits buissons originaires d'Amérique du Nord aux fleurs rose pourpre :
- Rosa palustris, aux fleurs simples de 5 cm pourpres, Rosa virginiana, au feuillage remarquable, et leur hybride, Rosa mariæ-græbneræ, aux fleurs roses se succédant tout l'été,
- Rosa carolina, Rosa carolina 'Alba', Rosa carolina 'Plena', nain, et Rosa carolina 'Grandiflora',
- l'hybride Rosa rapa ou « rose d'amour » ou « rose de saint-Marc » ou  « rose d'Orsay », très double rose à centre plus foncé,
- Rosa nitida à fleurs pourpres, et Rosa foliolosa qui pourraient être « rose des Alpes » confondu avec des pimprenelles.

## Principales espèces
- Rosa carolina L., le rosier de Caroline,
- Rosa foliolosa Nutt. ex Torr. & A. Gray,
- Rosa lucida Ehrh, voir Rosa virginiana,
- Rosa nitida Willd., le rosier brillant,
- Rosa palustris Marshall, le rosier des marais,
- Rosa virginiana Mill. (synonyme Rosa lucida Ehrh.), le rosier de Virginie.